# NMB48のじゃんぐる♥レディOh!
『NMB48のじゃんぐる♥レディOh!』(エヌエムビーフォーティーエイトのじゃんぐるレディオー)は、2012年8月6日からYES-fmで放送されているラジオ番組。現在は月曜日と木曜日に放送されている。

## 概要
毎週月曜日から金曜日の帯で放送されているアイドル番組「じゃんぐる♥レディOh!」の、NMB48メンバーが担当する曜日に放送されている番組。期間によってNMB48が担当する曜日が変わる。
2013年4月からは放送日の深夜に同放送回のリピート放送が行われており、番組開始前に同日出演者によるリピート放送用のメッセージが付け加えられている。

### 開始時の番組
当初の放送曜日は月・火・水曜日。各曜日にNMB48の若手メンバー2名がレギュラーパーソナリティとして起用され、番組タイトルにはそれらパーソナリティのニックネームが冠される。 
パーソナリティは一定期間(概ね1年から1年半)で入れ替えが行われる。
番組はメインパーソナリティに加えて「じゃんぐるメイト」と呼称されるNMB48メンバーのゲストを1名迎え、3名で進められる。

### 2016年の改編
2016年10月からは放送曜日が月曜日と木曜日になり、月曜日の放送は前述とは異なる番組に改変された。木曜日の放送はこれまでと同じ形式の番組が続けられた。
- 2016年10月3日から2021年3月29日までの月曜日の放送は、レギュラーパーソナリティは居らず、週替りで3名のNMB48メンバーが出演していた[4]。番組内のコーナーは番組開始時からのものはなく、全て新設された。

- 2021年4月5日から2024年3月25日までの月曜日の放送は、NMB48の若手メンバー1名が期間限定(概ね2-3ヶ月)でレギュラーパーソナリティとして起用されていた[5]。番組はNMB48メンバー2名をゲストに迎え、3名で進められる。番組内のコーナーは以前の月曜日や木曜日のコーナーは引き継がれず、全て新設された。

### 2024年の改編
2024年4月からは、これまでの曜日ごとのパーソナリティはなくなり、週替りで2名のNMB48メンバーが月曜日と木曜日に続けてパーソナリティを務めている。番組内容もリニューアルされ、これまでとは異なるコーナー企画が行われている。
番組はパーソナリティ2名の他に「時計さん」と呼ばれるナビゲーターと共に進められる。

## 放送時間
NMB48のじゃんぐる♥レディOh!月曜日
- 月曜日 19:00 - 20:00
- 火曜日 1:00 - 2:00（月曜深夜、リピート放送）

NMB48のじゃんぐる♥レディOh!木曜日
- 木曜日 19:00 - 20:00
- 金曜日 1:00 - 2:00（木曜深夜、リピート放送）

## 主なコーナー
ふつおた紹介と楽曲リクエストを除き、1回の番組中に概ね3、4コーナー行われる。
本節では、複数のパーソナリティに跨って行われているコーナーを記載。下記コーナー以外にも、その時々のパーソナリティや新曲のタイトル等に因んだ、一定期間でのみ行われる企画もある。
NMB48 〇〇と△△のじゃんぐる♥レディOh!(2012年8月6日 - 2024年3月28日)
じゃんぐる5・7・5
リスナーから、パーソナリティとじゃんぐるメイトに宛てたメッセージを５・７・５の川柳形式で送ってもらう。
ベスト川柳に選ばれた投稿者には出演者からメッセージが送られる。
ロックオン
番組初出演のメンバーが複数の質問を一問一答で答え、その後回答について深掘りをしていく。
タイトルコールでは「○○をロックオン」とどなられる。
じゃんぐる楽屋ニュース
出演メンバーが舞台裏で起こった出来事を発表する。
じゃんぐるガールズトーク
リスナーと出演メンバーが考えたトークテーマをカードにして、順番にめくりながらトークをする。
○○とピッタンコ!
パーソナリティがじゃんぐるメイトのことをどれだけ分かっているか、じゃんぐるメイトにまつわるクイズで出演者全員が答え合わせをする。
じゃんぐるチャレンジ
出演メンバーが毎回異なる様々なことに挑戦する。
実質的に週替りで単発企画を行うコーナー。
ビビっと48　
感情が書かれたカードを引き、カードに書かれた感情でビビっときたNMB48メンバーのエピソードを語る。
ドキドキ ○○の一分プロフ帳
対象となるメンバーに一問一答の質問を一分間行い、プロフィールを埋めていくことに挑戦する。回答後は30秒間の逆質問が行われ、そのメンバーに対する知識やイメージを探る。
×月×日の○○クイズ
じゃんぐるメイトのある1日の行動を紹介しながら出来事をクイズにし、それをパーソナリティが答える。
NMB48のじゃんぐる♥レディOh!月曜日(2021年4月5日 - 2024年3月25日)
おしえて!NMB48
リスナーからNMB48メンバーに聞きたい質問を募集し、出演者がその質問に答える。

じゃんぐる未来日記
出演メンバーが、これから先どんなことが待っているのか、「こうなったらいいな…」という願望も交えつつ、未来のとある１日を想像しながらつづった日記を紹介する。
タグって48
SNSから、世間で流行っている検索タグ・トレンドワード等をピックアップして紹介する。
後述の「勝手にランキング」とセットで行われる。
勝手にランキング
出演メンバーがお題について自分たちなりのランキングを付け、最後に全員が共感するものを決める。
「タグって48」で取り上げられたワードに関連することがお題となる。
目撃者は誰だ!?
リスナーが劇場公演やSNS等で目撃した出演メンバーのエピソードを紹介する。
NMB48の打ち明け話
NMB48メンバーやスタッフから集めたNMB48メンバーにまつわるマル秘情報を発表する。
このコーナーが行われるときは「目撃者は誰だ!?」のサブコーナーとして行われる。
気になる月曜日
パーソナリティの気になっているテーマについて、リスナーから募集した投稿を読み上げる。
NMB48のじゃんぐる♥レディOh!(月曜日、2016年10月3日 - 2021年3月29日)
オープニング
番組が開始されると真っ先に、出演メンバー3名が共通点を探っていく。つきとめられた共通点は番組タイトルに冠されてコールされる。
じゃんぐるステーション
巷で話題のネットニュースを持ち寄りトークをする。コーナーの後半ではメンバー自身に起きたニュースや、リスナーからのタレコミ情報も紹介する。
The 神3
あるテーマに沿ったベストな答えを出演メンバーとリスナーの意見の中から3つに絞り、勝手に神3を決める。
ジャッジ!僕以外の誰か
自分の中では当たり前だけど他の人には不思議がられることについて、自分以外の人（僕以外の誰か）に「あり」か「なし」かを判定してもらう。
ワロタピーポーは誰だ!?
常識クイズに対して出演メンバー3名で一つの答えを導き出し、その過程で一番珍解答をしていたメンバーが「ワロタピーポー」に認定される。
あなたの欲望かなえまショー
出演メンバーの一人が放送内で他の出演メンバーに対してやってほしいこと（欲望）を時間の限り叶えていく。
握手会インパクト
僅か数秒しか話せない握手会に因み、3秒でどれだけのインパクトを残せるか、リスナーが投稿で競う。
一番インパクトのあった投稿者にはポイントが付与され、5ポイント貯まるとインパクトのある待ち受け画像がプレゼントされる。

## 番組の変遷

### 月曜日
| 番組名                                       | メインパーソナリティ  | 放送期間                      |
| -------------------------------------------- | --------------------- | ----------------------------- |
| NMB48 まこぽんとはーこのじゃんぐる♥レディOh! | 梅原真子、黒川葉月    | 2012年8月6日 - 2014年3月31日  |
| NMB48 まいちとてるみーのじゃんぐる♥レディOh! | 大段舞依、照井穂乃佳  | 2014年4月7日 - 2015年6月29日  |
| NMB48 るりりんとなるのじゃんぐる♥レディOh!   | 西澤瑠莉奈、古賀成美  | 2015年7月6日 - 2016年9月26日  |
| NMB48のじゃんぐる♥レディOh!                  | なし(週替りで3名出演) | 2016年10月3日 - 2021年3月29日 |
| NMB48のじゃんぐる♥レディOh!月曜日            | 期間限定で1名(後述)   | 2021年4月5日 - 2024年3月25日  |

#### 期間限定パーソナリティ
2021年4月から2024年3月まではNMB48メンバー1名が期間限定でメインパーソナリティを務めていた。
| 年度 | 4月      | 5月      | 6月      | 7月      | 8月      | 9月      | 10月     | 11月     | 12月     | 1月      | 2月      | 3月      |
| ---- | -------- | -------- | -------- | -------- | -------- | -------- | -------- | -------- | -------- | -------- | -------- | -------- |
| 2021 | 前田令子 | 前田令子 | 本郷柚巴 | 本郷柚巴 | 佐月愛果 | 佐月愛果 | 和田海佑 | 和田海佑 | 原かれん | 原かれん | 岡本怜奈 | 岡本怜奈 |
| 2022 | 早川夢菜 | 早川夢菜 | 早川夢菜 | 早川夢菜 | 李始燕   | 李始燕   | 李始燕   | 李始燕   | 李始燕   | 眞鍋杏樹 | 眞鍋杏樹 | 眞鍋杏樹 |
| 2023 | 池帆乃香 | 池帆乃香 | 池帆乃香 | 瓶野神音 | 瓶野神音 | 瓶野神音 | 芳野心咲 | 芳野心咲 | 芳野心咲 | 田中雪乃 | 田中雪乃 | 田中雪乃 |

### 火曜日
| 番組名                                         | メインパーソナリティ   | 放送期間                     |
| ---------------------------------------------- | ---------------------- | ---------------------------- |
| NMB48 このみんとりっぴーのじゃんぐる♥レディOh! | 日下このみ、小林莉加子 | 2012年8月7日 - 2014年4月1日  |
| NMB48 あんたんとみーれのじゃんぐる♥レディOh!   | 井尻晏菜、植田碧麗     | 2014年4月8日 - 2015年6月30日 |
| NMB48 れいなとめぐみんのじゃんぐる♥レディOh!   | 中野麗来、松村芽久未   | 2015年7月7日 - 2016年9月27日 |

### 水曜日
| 番組名                                           | メインパーソナリティ | 放送期間                     |
| ------------------------------------------------ | -------------------- | ---------------------------- |
| NMB48 ゆうみんとモカのじゃんぐる♥レディOh!       | 石田優美、林萌々香   | 2012年8月8日 - 2014年4月2日  |
| NMB48 ゆうみんとたかりこのじゃんぐる♥レディOh!   | 石田優美、高山梨子   | 2014年4月9日 - 2014年7月16日 |
| NMB48 ゆうみんとるりりんのじゃんぐる♥レディOh!   | 石田優美、西澤瑠莉奈 | 2014年7月23日 - 2015年7月1日 |
| NMB48 ちっひーといそちゃんのじゃんぐる♥レディOh! | 川上千尋、磯佳奈江   | 2015年7月8日 - 2016年9月28日 |

### 木曜日
| 番組名                                           | メインパーソナリティ | 放送期間                       |
| ------------------------------------------------ | -------------------- | ------------------------------ |
| NMB48 やまりなとさららんのじゃんぐる♥レディOh!   | 山尾梨奈、武井紗良   | 2016年10月6日 - 2017年9月28日  |
| NMB48 ももねとこじりんのじゃんぐる♥レディOh!     | 安田桃寧、小嶋花梨   | 2017年10月5日 - 2018年9月27日  |
| NMB48 りかてぃーとしおりのじゃんぐる♥レディOh!   | 清水里香、水田詩織   | 2018年10月4日 - 2019年12月26日 |
| NMB48 みおんとななほのじゃんぐる♥レディOh!       | 中川美音、河野奈々帆 | 2020年1月2日 - 2021年3月25日   |
| NMB48 みぃちゃんとマリンのじゃんぐる♥レディOh!   | 中野美来、菖蒲まりん | 2021年4月1日 - 2021年12月9日   |
| NMB48のじゃんぐる♥レディOh!                      | (後述)               | 2021年12月16日 - 2022年4月14日 |
| NMB48 もっちゃんとふわりんのじゃんぐる♥レディOh! | 浅尾桃香、黒田楓和   | 2022年4月21日 - 2023年3月30日  |
| NMB48 あやぴょんとやよいのじゃんぐる♥レディOh!   | 桜田彩叶、龍本弥生   | 2023年4月6日 - 2024年3月28日   |

NMB48のじゃんぐる♥レディOh! (2021年12月16日 - 2022年4月14日)
前任のパーソナリティの菖蒲まりんが任期中にNMB48の活動を辞退したため、降板日の翌週から次のパーソナリティが就任するまでの期間は特別プログラムが放送された。
2022年1月から3月1週目までは中野美来と出口結菜/中川美音がパーソナリティを務める通常番組が、3月(2週目以降)はメンバーのソロラジオ、それ以外の放送日は「NMB48楽曲特集」が行われた。